# Fratercula
A Fratercula a madarak (Aves) osztályának lilealakúak (Charadriiformes) rendjébe és az alkafélék (Alcidae) családjába tartozó nem.

## Rendszerezésük
A nemet Mathurin Jacques Brisson francia zoológus írta le 1760-ban, az alábbi 3 élő és 1 kihalt faj tartozik ide:
- lunda (Fratercula arctica)
- szarvas lunda (Fratercula corniculata)
- kontyos lunda (Fratercula cirrhata)
- †Fratecula dowii[3]

## Előfordulásuk
Két faj a Csendes-óceán északi, egy az Atlanti-óceán északi részén honos. Természetes élőhelyeik a tengerpartok és a nyílt óceán.

## Megjelenésük
Testhosszuk 26-41 centiméter. Fejük buksi, nyakuk rövid, egész termetük zömök. Csőrük oldalról nézve háromszögletű, papagájszerű, de hegyes, s annyira oldalt lapított, hogy kacorszerű élt alkot; hegyén és tövén többrendbeli redőszerű ormó fut keresztben. A kávák fölötte élesek. Meglehetősen nagy úszóhártyák és erős, oldalt hajló karmok jellemzik háromujjú lábukat. Szárnyaik kicsinyek, keskenyek; 16 tollú farkuk fölötte rövid. Apró tollazatuk tömött, durva és lesimuló, alul prémszerű. Szemük csupasz, alsó héján porcogós, hosszúkás, vízirányosan helyezkedő, a felsőn pedig háromszögletű, merőlegesen álló duzzadás látható.
|  |

## Életmódjuk
Főleg halakkal, valamint tintahalakkal és gerinctelenekkel táplálkoznak, melyre lemerülve vadásznak.

## Szaporodásuk
Fészküket telepesen a sziklahasadékokba készítik. Fészekaljuk egyetlen tojásból áll.